# Limnonectes paramacrodon
Limnonectes paramacrodon là một loài ếch trong họ Ranidae.
Nó được tìm thấy ở Brunei, Indonesia, Malaysia, Singapore, và Thái Lan.
Các môi trường sống tự nhiên của chúng là các khu rừng ẩm ướt đất thấp nhiệt đới hoặc cận nhiệt đới, đầm nước nhiệt đới hoặc cận nhiệt đới, và sông.
Nó ngày càng hiếm gặp do mất môi trường sống.